# Megachile fuerteventurae
Megachile fuerteventurae is een vliesvleugelig insect uit de familie Megachilidae. De wetenschappelijke naam van de soort is voor het eerst geldig gepubliceerd in 1993 door Tkalcu.